# Ok, You're Right

Capa do single

"Ok, You're Right" é o primeiro single promocional do rapper 50 Cent para o seu quarto álbum de estúdio, Before I Self Destruct. Além disto, ele apareceu na sua mixtape War Angel LP e na de Tony Yayo The Swine Flu. Foi lançado oficialmente em 19 de maio de 2009.